# Akai MPC 2000

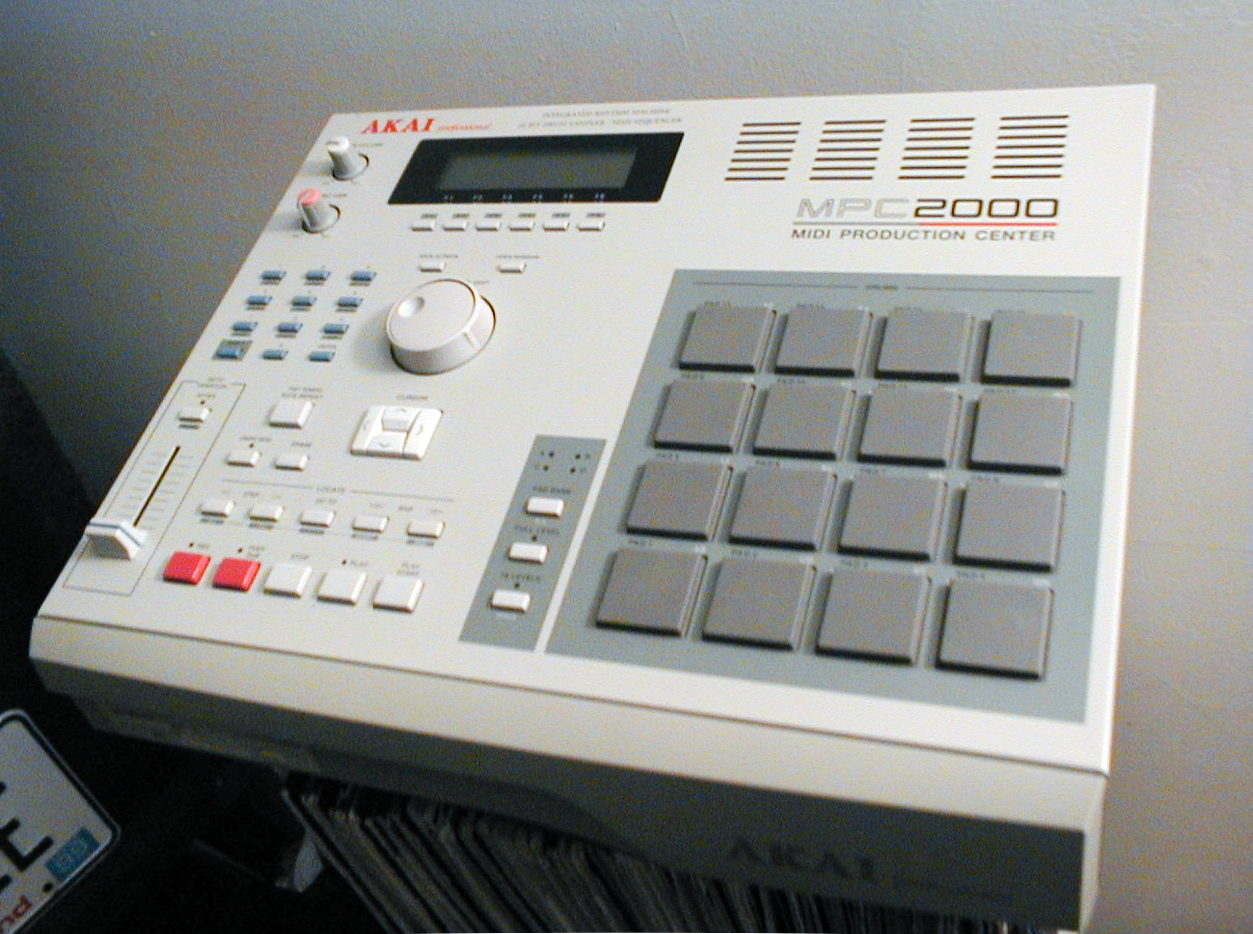
Ein Akai MPC 2000 Hardwaresampler

Das Akai MPC 2000 ist ein populärer 64-Spur Hardwaresequenzer mit eingebautem Sampler. MPC steht für MIDI Production Center und bezeichnet verschiedene elektronische Musikinstrumente des japanischen Herstellers Akai.

## Geschichte
1997 führte Akai das MPC 2000 als Nachfolger des MPC 3000 ein und beeinflusste damit erheblich den Markt digitaler Musikinstrumente, vor allem der samplebasierten Sequenzer. Das MPC 2000 war das erste nicht von Roger Linn (dem Erfinder der Linn Drum) mitentwickelte MPC. Aus dem MPC 2000 ging später das MPC 2000 XL hervor.
Die Ausstattung war im Vergleich zum MPC 3000 stark vereinfacht. Die acht Einzelausgänge gab es beispielsweise nur als Erweiterungs-Board, beim MPC 3000 waren sie noch serienmäßig integriert. Mit dem MPC 2000 begann Akai die Preise auf Kosten der Ausstattung zu senken und sich damit einen größeren Markt zu erschließen.
Der Workflow wird von den 16 anschlagsdynamischen Pads geprägt. Außerdem gibt es einen Dreh-Encoder um die Samplebearbeitung zu vereinfachen. Der Encoder des MPC 2000 ist besonders einfach zu bedienen: Er bietet einen äußeren Ring, welcher hilft, bei der Samplebearbeitung zur nächsten Dezimalstelle zu springen; damit erlaubt er ein schnelles Schneiden des Samples. Später wurde dies beim MPC 2000 XL (welches nur ein einteiliges Encoder-Rad besitzt) erleichtert, indem man die Schnittpunkte per (Note Variation) Fader ansteuern konnte. Als besonders hervorzuheben ist die Groove-Quantisierung, welche es ermöglicht, eine gewisse menschliche Ungenauigkeit trotz des starren Sequenzerrasters zu simulieren. Diese Funktion hat sicherlich einen großen Teil zur Popularität der Maschinen beigetragen. Mit dem MPC 2000 XL wurden weitere Funktionen integriert. Es gab Time-Stretching, Resampling (welches es u. a. möglich machte, die Bit-Rate des Samples zu ändern) und es wurde ermöglicht, Ordner zur Sampleverwaltung anzulegen (MPC 2000: nur Partitionierung des Datenträgers möglich). Außerdem gab es erstmals eine Funktion (ab dem MPC 2500 in ausgefeilterer Form als ChopShop bezeichnet), mit der Samples in (leider nur gleich große) Teile zerlegt und direkt auf die Pads gelegt werden konnten. Das Diskettenlaufwerk wurde im MPC 2000 XL später teilweise mit einem ZIP-Laufwerk (in der SE Serie), oder einem Multicardreader ersetzt (MCD Serie). Es sind auch auf Kartenleser umgebaute MPC 2000 bekannt. Weitere Möglichkeiten der Speicherung und des Ladens von Samples und Sequenzen bot die bei beiden Geräten integrierte SCSI-Schnittstelle. Verbreitet ist es, dort ein externes ZIP-Laufwerk, CD-ROM-Laufwerk, einen externen Kartenleser, eine MO-Disk oder eine externe Festplatte anzuschließen. Diese dürfen allerdings 9 GB nicht überschreiten, da diese MPCs keine Datenträger oberhalb dieser Grenze erkennen können.

## Erweiterungen
- Das Effekt-Board Akai EB-16, welches mehrere Effekte gleichzeitig ermöglichte.
- Das Akai IB-M208P (wurde später von der Firma MUTEC unter dem Namen ADO II hergestellt), welches 8 Einzelausgänge sowie einen S/PDIF-Ein- bzw. Ausgang bereitstellte.
- Ein 8-MByte Flash-ROM der deutschen Firma Mutec (Bezeichnung FXM08, FMC-01 oder FMC-008), welches ROM-Speicher zum direkten Laden von Sounds oder z. B. des Betriebssystems bot.
- Das Akai IB-M20T Board für das MPC2000 bzw. den IB-M2TC Chip für das MPC2000XL, um SMPTE-Signale zu senden und zu empfangen. Damit ist eine Synchronisation auch außerhalb eines MIDI Systems (z. B. mit einer Bandmaschine) möglich.
- Der Speicher ist mit SIMM RAM auf bis zu 32 MB ausbaubar. Wenn 2x16-MB-Riegel verbaut werden, wird der interne serienmäßige Speicher von 2 MB ignoriert.
- Zudem gibt es mit dem Akai MFC-42 ein 19-Zoll-Filtermodul, welches mit Hilfe von Halterungen über dem Gerät montiert werden konnte. Als Besonderheit konnten diese Filter Über MIDI gesteuert werden.
- Mittlerweile gibt es auch eine Modifikation, die das MPC 2000 speicherkartenlesefähig macht (von der Firma SCSI4SAMPLERS). Dazu wird ein modifiziertes SCSI-Kabel auf die außenliegende Schnittstelle gesteckt und durch das Loch, welches bei nicht montierter SMPTE-Schnittstelle auf der Rückseite frei ist, an den anstelle des Floppy-Laufwerks montierten SCSI-Cardreader gesteckt wird. Durch Terminierung ist der SCSI-Anschluss weiterhin nutzbar.

Das MPC 2000 XL gab es in fünf Farbkombinationen, die unten abgebildete, orange, sowie rot, silber, blau und das grau, die einzige Variante, in der das MPC 2000 erhältlich war. Außerdem ist es relativ weit verbreitet, das MPC umzulackieren oder mit speziellen Folien zu bekleben und es damit zu individualisieren.
Viele weltbekannte Produktionen wurden mit diesem Sampler arrangiert und ausgearbeitet, da zum Arbeiten kein Computer benötigt wurde und der Preis erschwinglich war. Bis heute hat das MPC 2000 und XL einen hervorragenden Ruf, vor allem in der Hip-Hop-Szene. Größen wie Pete Rock (MPC 2000 XL) und Kanye West (MPC 2000) produzieren heute noch damit.
Der offizielle Nachfolger war das Akai MPC 2500, welches 2005 vorgestellt wurde.

## Technische Daten
- 16 anschlagdynamische frei belegbare Pads
- 1 Note Variation Fader
- 64 Spuren
- 256 Sounds im Speicher möglich
- bis zu 4 Programme können gleichzeitig wiedergegeben werden
- 32 MIDI-Kanäle, 2 MIDI-Ausgänge, 2 MIDI-Eingänge
- 2 MB Sampling-Speicher (Standardversion), erweiterbar bis 32 MB
- 32-stimmig polyphon
- SCSI-Schnittstelle
- maximal 128 Sounds im Speicher
- Samplingrate 44,1 kHz bei 16 Bit Auflösung
- Stereo- oder Mono-Sampling und -Wiedergabe
- 3,5"-Diskettenlaufwerk
- oder ZIP-Laufwerk (nur XL)
- oder MCD-Kartenleser für SD, SmartMedia u. a. (nur XL)
- optional erhältlich:
  - Board mit 8 Einzelausgängen mit zusätzlichem S/PDIF-Ein- und -Ausgang
  - Flash-ROM-Board, welches 8 MB zusätzlichen ROM-Speicherplatz bietet
  - Effekt-Board, welches Multieffekte ermöglicht
  - SMPTE-Anschluss, welcher die Synchronisation mit einer Bandmaschine ermöglicht
- Gewicht: 6,3 kg